# بیت آلفا
بیت آلفا (به لاتین: Beit Alfa) یک منطقهٔ مسکونی در اسرائیل است که در استان شمال (اسرائیل) واقع شده‌است.